# Dux Arabiae
Il Dux Arabiae era il comandante di truppe limitanee di un settore del limes romano orientale, nella diocesi d'Oriente della provincia d'Arabia. Suo diretto superiore era al tempo della Notitia dignitatum (nel 400 circa), il magister militum per Orientem.

## Elenco unità
Era a capo di ben 21 unità o distaccamenti di unità, come risulta dalla Notitia Dignitatum (Orien. XXXVII):
- Equites scutarii Illyriciani, Motha; Equites promoti Illyriciani, Tricromia; Equites Dalmatae Illyriciani, Ziza; Equites Mauri Illyriciani, Areopoli; Equites promoti indigenae, Speluncis; Equites promoti indigenae, Mefa; Equites sagittari indigenae, Gadda; Equites sagittarii indigenae, Dia – Fenis;
- legio III Cyrenaica, Bostra; legio IV Martia, Betthoro;
- Ala nona miliaria, Auatha; Ala sexta Hispanorum, Gomoha; Ala secunda Constantiana, Limona; Ala secunda Miliarensis, Naarsafari; Ala prima Valentiana, Thainatha; Ala secunda felix Valentiniana, presso Adittha;
- Cohors prima miliaria Thracum, Adtitha; Cohors prima Thracum, Asabaia; Cohors octava voluntaria, Ualtha; Cohors tertia felix Arabum, sulla riva del Vade Afaris nell'accampamento Arnonensibus; Cohors tertia Alpinorum, apud Arnona.

### Fonti primarie
- Notitia Dignitatum, Orien. XXXVII.

### Fonti storiografiche moderne
- J.Rodríguez González, Historia de las legiones Romanas, Madrid, 2003.
- A.K.Goldsworthy, Storia completa dellesercito romano, Modena 2007. ISBN 978-88-7940-306-1
- Y.Le Bohec, Armi e guerrieri di Roma antica. Da Diocleziano alla caduta dell'impero, Roma 2008. ISBN 978-88-430-4677-5